# Kaneda Tomoko
Kaneda Tomoko (金田 朋子 (Kim Điền Bằng Tử) Kaneda Tomoko)(sinh ngày 29 tháng 5 năm 1973) là một seiyū rất được ưa thích tại Nhật Bản. Hiện nay cô đang làm việc cho công ty Aoni Production.

## Vai lồng tiếng
- Bonta-kun in Full Metal Panic? Fumoffu! (2003)
- Akubi in Akubi Girl (2006)
- Chica in Doraemon (2012)
- Tanya & Misia in Sci-Fi HARRY
- Yuri Abe in Kasumin
- Botan in Go! Go! Itsutsugo Land
- Akaha Okajima in Kokoro Tosyokan
- Culumon (Calumon) in Digimon
- Cynthia & Grace in Hanaukyo Maid Team
- Ice Climbers (Popo and Nana) in Super Smash Bros.
- Potclean In Hunter × Hunter (2011)
- Chiyo Mihama in Azumanga Daioh
- U.S Army Recruit in Magical Marine Pixel Maritan
- Marie in Onegai Teacher and Onegai Twins
- Gyokuyo in Juuni Kokki (The Twelve Kingdoms)
- Tsubame Tsubakura (Terry) in Battle B-Daman
- Fuku in Tenchi Muyo! GXP
- Kinkin in Crayon Shin-chan: The Storm Called: The Hero of Kinpoko
- Boa Sandersonia in One Piece
- Nene Bakugan Battle Brawlers
- Dororon, Pine-chan & Kabi Run-Run in Soreike! Anpanman (Go! Anpanman) /Anpanman
- Soccer ball in Sensei no Ojikan/Doki Doki School Hours
- Eriko in Chibi Maruko-chan
- Chiquitita in Shining Force Neo
- Daisuke Niwa (Younger Version) in D.N.Angel
- PyuPyu in Fushigiboshi no Futagohime
- Dengaku Man in Bobobo-bo Bo-bobo
- Japanese crested ibis (Ep. 3, 5, 12) in Kemono Friends
- Asu Yamada in Binbou Shimai Monogatari
- Scarlet Claw in Re:Cutie Honey
- Peach in Demashita! Powerpuff Girls Z
- ShiroBon/White Bomber in Bomberman Jetters
- Ryo in Ninin Ga Shinobuden
- Kuniko Touya in Detective School Q
- Nelliel Tu Odelschwanck in Bleach
- Fuyuno Yoshikawa in Magikano
- Laetitia in Madlax
- Mayuko Kamikawa in Sola
- Aoi Oribe in Myself; Yourself
- Lulu (child) in Kamisama Kazoku
- Satori Sarutobi in My Bride Is a Mermaid (OVA)
- Mafuyu Shimotsuki in Rakka Ryūsui (Drama CD)
- Ebi in Girls Bravo
- Hiruko in Shangri-La
- Dacy Dalstrin in Lunia
- Gretel in Black Lagoon
- Shantak-kun in Haiyore! Nyarko-san (Drama CD)
- In-chan and You-chan in The Cosmopolitan Prayers
- Desertrians in HeartCatch PreCure!
- Puu in Go! Princess PreCure The Movie: Go! Go!! Splendid Triple Feature!!!
- Belbel in Petite Princess Yucie
- Lavi in Sgt. Frog
- Inn Worker in Seto No Hanayome (Ep. 18)
- Nami-kozo in GeGeGe no Kitaro
- Chiharu Shigeno in MAJOR 5th season
- Delusion Eucliwood #3 in Kore wa Zombie Desu ka?
- Mike in Sketchbook ~full color'S~
- Goemon Hachisuka in The Ambition of Oda Nobuna
- Telelin in Tamagotchi!
- Naho in Naruto Shippuden (Ep. 216)
- 033H in Space Dandy
- Oshiri Kajiri Mushi XVIII in Oshiri Kajiri Mushi